# أولاد مومن (أولاد عزوز)
أولاد مومن هو دُوَّار يقع بجماعة سيدي موسى المجدوب، عمالة المحمدية، جهة الدار البيضاء سطات في المملكة المغربية. ينتمي الدوّار لمشيخة أولاد عزوز التي تضم 3 دواوير. يقدر عدد سكانه بـ 4387 نسمة حسب الإحصاء الرسمي للسكان والسكنى لسنة 2004.

## روابط خارجية
- البوابة الوطنية للجماعات الترابية
- المندوبية السامية للتخطيط